# Edgar C. Ellis
Edgar Clarence Ellis, född 2 oktober 1854 i Vermontville, Michigan, död 15 mars 1947 i Saint Petersburg, Florida, var en amerikansk politiker (republikan). Han var ledamot av USA:s representanthus 1905–1909, 1921–1923, 1925–1927 och 1929–1931.
Ellis gifte sig 1882 med Emily Hatch Roy som avled 1931. Han gifte sig på nytt med Katherine Morgan år 1936. Ellis var verksam som advokat.
Ellis efterträdde 1905 William S. Cowherd som kongressledamot och efterträddes 1909 av William P. Borland. 1921 efterträdde han William T. Bland i representanthuset och efterträddes 1923 av Henry L. Jost. År 1925 tillträdde han på nytt som kongressledamot och efterträddes 1927 av George H. Combs. År 1929 tillträdde han en gång till som kongressledamot och efterträddes 1931 av Joe Shannon.